# 다카라즈카 가극단 104기생
다카라즈카 가극단 104기생은 2016년 4월에 다카라즈카 음악학교에 입학, 2018년 3월에 다카라즈카 가극단에 입단한 40명을 가리킨다.

## 개요
2016년 음악학교 수험자의 수는 1079명, 합격자 40명, 경쟁률은 26.9:1 이었다.
초무대의 연목은 호시구미 공연 「ANOTHER WORLD／Killer Rouge」이다.
라인댄스의 안무는 와카오 리사가 담당했다.
6월 5일자로 조배속이 되었다.
| 신인공연      | 바우홀      | 에트와르      |
| ------------- | ----------- | ------------- |
| 미야히메 코코 | 미하네 아이 | 키요라 하류   |
| 미하네 아이   | 키요라 하류 | 사아야 이치고 |
| 키요라 하류   |             |               |

## 주요 학생

### OG
- 미야히메 코코 : 전 하나구미 여역

### 현역
- 아마시로 레인 : 하나구미 남역
- 미하네 아이 : 하나구미 여역
- 키요라 하류 : 츠키구미 여역

## 일람
| 예명            | 생일      | 출신지                  | 출신 학교                          | 신장 (cm) | 애칭             | 역할 | 퇴단년도 | 비고                            |
| --------------- | --------- | ----------------------- | ---------------------------------- | --------- | ---------------- | ---- | -------- | ------------------------------- |
| 碧音斗和        | 9월 19일  | 효고현 니시노미야시     | 고베소우인중학                     | 169       | 아오네           | 남역 |          |                                 |
| 아오네 토와     | 9월 19일  | 효고현 니시노미야시     | 고베소우인중학                     | 169       | 아오네           | 남역 |          |                                 |
| 真白悠希        | 8월 15일  | 도쿄도 미타카시         | 스기나미가쿠인고교                 | 169       | 피-코로, 마-시-  | 남역 |          |                                 |
| 마시로 유우키   | 8월 15일  | 도쿄도 미타카시         | 스기나미가쿠인고교                 | 169       | 피-코로, 마-시-  | 남역 |          |                                 |
| 真弘蓮          | 9월 19일  | 홋카이도 토마코마이시   | 토마코마이히가시고교               | 168       | 오라후, 로-렌    | 남역 |          |                                 |
| 마히로 렌       | 9월 19일  | 홋카이도 토마코마이시   | 토마코마이히가시고교               | 168       | 오라후, 로-렌    | 남역 |          |                                 |
| 千早真央        | 5월 26일  | 치바현 치바시           | 현립치바히가시고교                 | 161       | 요우코           | 여역 | 2024년   | 언니 미즈네 시호 (101)          |
| 치하야 마오     | 5월 26일  | 치바현 치바시           | 현립치바히가시고교                 | 161       | 요우코           | 여역 | 2024년   | 언니 미즈네 시호 (101)          |
| きよら羽龍      | 9월 8일   | 도쿄도 네리마구         | 오챠노미즈여자대학 부속중학        | 161       | 오하네           | 여역 |          |                                 |
| 키요라 하류     | 9월 8일   | 도쿄도 네리마구         | 오챠노미즈여자대학 부속중학        | 161       | 오하네           | 여역 |          |                                 |
| 蒼波黎也        | 10월 23일 | 카나가와현 요코하마시   | 현립카나가와종합고교               | 175       | 리-, 리-탄       | 남역 |          | 동생 카즈하 코우 (107)          |
| 아오하 레이야   | 10월 23일 | 카나가와현 요코하마시   | 현립카나가와종합고교               | 175       | 리-, 리-탄       | 남역 |          | 동생 카즈하 코우 (107)          |
| 都姫ここ        | 2월 17일  | 오카야마현 오카야마시   | 산요여자고교                       | 161       | 코토카, 코츠카   | 여역 | 2023년   |                                 |
| 미야히메 코코   | 2월 17일  | 오카야마현 오카야마시   | 산요여자고교                       | 161       | 코토카, 코츠카   | 여역 | 2023년   |                                 |
| 美海そら        | 6월 29일  | 후쿠야마현 후쿠야마시   | 후쿠야마세이료고고                 | 162       | 미우밍, 소라티   | 여역 |          |                                 |
| 미우미 소라     | 6월 29일  | 후쿠야마현 후쿠야마시   | 후쿠야마세이료고고                 | 162       | 미우밍, 소라티   | 여역 |          |                                 |
| 愛陽みち        | 1월 14일  | 카나가와현 즈시시       | 키요미즈죠가쿠인                   | 162       | 미치             | 여역 |          |                                 |
| 마나히 미치     | 1월 14일  | 카나가와현 즈시시       | 키요미즈죠가쿠인                   | 162       | 미치             | 여역 |          |                                 |
| 珀斗星来        | 11월 24일 | 홋카이도 삿포로시       | 삿포로일본대학고교                 | 167       | 캇쵸, 하쿠토     | 남역 |          | 언니 시라유키 사치카 (91)       |
| 하쿠토 세이라   | 11월 24일 | 홋카이도 삿포로시       | 삿포로일본대학고교                 | 167       | 캇쵸, 하쿠토     | 남역 |          | 언니 시라유키 사치카 (91)       |
| 朝木陽彩        | 5월 6일   | 효고현 아마가사키시     | 현립아마가사키키타고교             | 165       | 스즈코           | 여역 | 2023년   |                                 |
| 아사기 히이로   | 5월 6일   | 효고현 아마가사키시     | 현립아마가사키키타고교             | 165       | 스즈코           | 여역 | 2023년   |                                 |
| 咲彩いちご      | 3월 5일   | 효고현 다카라즈카시     | 유리가쿠인고교                     | 162       | 나-, 나기        | 여역 |          | 엄마 마이키 아야 (67)           |
| 사아야 이치고   | 3월 5일   | 효고현 다카라즈카시     | 유리가쿠인고교                     | 162       | 나-, 나기        | 여역 |          | 엄마 마이키 아야 (67)           |
| 天城れいん      | 10월 20일 | 나가노현 나가노시       | 시립사이료중학                     | 171       | 토야토야         | 남역 |          |                                 |
| 아마시로 레인   | 10월 20일 | 나가노현 나가노시       | 시립사이료중학                     | 171       | 토야토야         | 남역 |          |                                 |
| 嵐之真          | 7월 25일  | 오사카부 오사카시       | 조우세이가쿠엔고교                 | 176       | 야마유           | 남역 |          | 엄마 타카 유우키 (73)           |
| 아라시노 신     | 7월 25일  | 오사카부 오사카시       | 조우세이가쿠엔고교                 | 176       | 야마유           | 남역 |          | 엄마 타카 유우키 (73)           |
| 綾音美蘭        | 1월 21일  | 오사카부 카타노시       | 오사카성모죠가쿠인고교             | 161       | 마리난, 미랑     | 여역 |          |                                 |
| 아야네 미란     | 1월 21일  | 오사카부 카타노시       | 오사카성모죠가쿠인고교             | 161       | 마리난, 미랑     | 여역 |          |                                 |
| 愛蘭みこ        | 10월 7일  | 아이치현 나고야시       | 킨죠가쿠인중학                     | 161       | 오타케, 사야네   | 여역 | 2024년   |                                 |
| 아이라 미코     | 10월 7일  | 아이치현 나고야시       | 킨죠가쿠인중학                     | 161       | 오타케, 사야네   | 여역 | 2024년   |                                 |
| 梓唯央          | 5월 30일  | 나가노현 나가노시       | 신슈대학 교육학부 부속 나가노중학  | 169       | 맛스-            | 남역 |          |                                 |
| 아즈사 이오     | 5월 30일  | 나가노현 나가노시       | 신슈대학 교육학부 부속 나가노중학  | 169       | 맛스-            | 남역 |          |                                 |
| 絢斗しおん      | 11월 9일  | 후쿠오카현 후쿠오카시   | 세이난가쿠인중학                   | 168       | 웃츠-            | 남역 |          |                                 |
| 아야토 시온     | 11월 9일  | 후쿠오카현 후쿠오카시   | 세이난가쿠인중학                   | 168       | 웃츠-            | 남역 |          |                                 |
| 青騎司          | 3월 10일  | 도쿄도 네리마구         | 야쿠모가쿠인고교                   | 173       | 리리-, 리리-탄   | 남역 |          |                                 |
| 아오키 츠카사   | 3월 10일  | 도쿄도 네리마구         | 야쿠모가쿠인고교                   | 173       | 리리-, 리리-탄   | 남역 |          |                                 |
| 楓姫るる        | 3월 12일  | 사이타마현 아게오시     | 현립아게오고교                     | 161       | 후우키, 루루     | 여역 |          | 쌍둥이 동생 시즈네 호타루 (105) |
| 후우키 루루     | 3월 12일  | 사이타마현 아게오시     | 현립아게오고교                     | 161       | 후우키, 루루     | 여역 |          | 쌍둥이 동생 시즈네 호타루 (105) |
| 世晴あさ        | 10월 15일 | 도쿄도 세타가야구       | 덴엔쵸후후타바고교                 | 178       | 아사             | 남역 |          | 동생 아카네 료 (107)            |
| 세하루 아사     | 10월 15일 | 도쿄도 세타가야구       | 덴엔쵸후후타바고교                 | 178       | 아사             | 남역 |          | 동생 아카네 료 (107)            |
| 御剣海          | 6월 9일   | 카나가와현 요코하마시   | 현립사가미하라중등교육학교         | 171       | 마모루           | 남역 |          |                                 |
| 미츠루기 카이   | 6월 9일   | 카나가와현 요코하마시   | 현립사가미하라중등교육학교         | 171       | 마모루           | 남역 |          |                                 |
| 麻丘乃愛        | 9월 13일  | 사이타마현 토다시       | 일본대학토요야마여자고교           | 162       | 마오카           | 여역 |          |                                 |
| 마오카 노아     | 9월 13일  | 사이타마현 토다시       | 일본대학토요야마여자고교           | 162       | 마오카           | 여역 |          |                                 |
| 麻花すわん      | 11월 23일 | 도쿄도 나카노시         | 도쿄대학 교육학부부속 중등교육학교 | 162       | 아코             | 여역 |          |                                 |
| 아사하나 스완   | 11월 23일 | 도쿄도 나카노시         | 도쿄대학 교육학부부속 중등교육학교 | 162       | 아코             | 여역 |          |                                 |
| 一羽萌瑠        | 6월 25일  | 도쿄도 미나토구         | 구립아카사카중학                   | 167       | 아난, 메루       | 남역 | 2021년   |                                 |
| 이치하네 메루   | 6월 25일  | 도쿄도 미나토구         | 구립아카사카중학                   | 167       | 아난, 메루       | 남역 | 2021년   |                                 |
| 夏凪せいあ      | 7월 18일  | 오사카부 오사카사야마시 | 시립사야마중학                     | 170       | 세-아            | 남역 | 2021년   |                                 |
| 나츠나기 세이아 | 7월 18일  | 오사카부 오사카사야마시 | 시립사야마중학                     | 170       | 세-아            | 남역 | 2021년   |                                 |
| 菜乃葉みと      | 10월 25일 | 시가현 오오츠시         | 시가단기대학부속고교               | 162       | 유킨코, 오마메   | 여역 | 2023년   | 엄마 유키노 마리에 (73)         |
| 나노하 미토     | 10월 25일 | 시가현 오오츠시         | 시가단기대학부속고교               | 162       | 유킨코, 오마메   | 여역 | 2023년   | 엄마 유키노 마리에 (73)         |
| 風雅奏          | 2월 6일   | 군마현 오오타시         | 현립오오타여자고교                 | 170       | 카메             | 남역 |          |                                 |
| 후우가 카나데   | 2월 6일   | 군마현 오오타시         | 현립오오타여자고교                 | 170       | 카메             | 남역 |          |                                 |
| 美里玲菜        | 12월 30일 | 효고현 카와니시시       | 바이카고교                         | 163       | 미사코           | 여역 | 2024년   | 언니 키사키 아이리 (96)         |
| 미사토 레이나   | 12월 30일 | 효고현 카와니시시       | 바이카고교                         | 163       | 미사코           | 여역 | 2024년   | 언니 키사키 아이리 (96)         |
| 舞こころ        | 6월 13일  | 아이치현 나고야시       | 나고야여자대학고교                 | 163       | 리코링           | 여역 | 2024년   |                                 |
| 마이 코코로     | 6월 13일  | 아이치현 나고야시       | 나고야여자대학고교                 | 163       | 리코링           | 여역 | 2024년   |                                 |
| 美羽愛          | 7월 12일  | 오사카부 토요나카시     | 시립제17중학                       | 163       | 아와와           | 여역 |          |                                 |
| 미하네 아이     | 7월 12일  | 오사카부 토요나카시     | 시립제17중학                       | 163       | 아와와           | 여역 |          |                                 |
| 月乃だい亜      | 5월 7일   | 효고현 니시노미야시     | 무코가와여자대학부속고교           | 173       | 루-, 다이아      | 남역 |          |                                 |
| 츠키노 다이아   | 5월 7일   | 효고현 니시노미야시     | 무코가와여자대학부속고교           | 173       | 루-, 다이아      | 남역 |          |                                 |
| 凛央捺はる      | 4월 8일   | 후쿠오카현 이토시마시   | 치쿠시여자학원고교                 | 170       | 가쿠, 리오나     | 남역 |          |                                 |
| 리오나 하루     | 4월 8일   | 후쿠오카현 이토시마시   | 치쿠시여자학원고교                 | 170       | 가쿠, 리오나     | 남역 |          |                                 |
| 陽彩風華        | 10월 25일 | 효고현 니시노미야시     | 현립다카라즈카키타고교             | 172       | 마이코스, 히이로 | 남역 | 2024년   |                                 |
| 히이로 후우카   | 10월 25일 | 효고현 니시노미야시     | 현립다카라즈카키타고교             | 172       | 마이코스, 히이로 | 남역 | 2024년   |                                 |
| 透綺らいあ      | 12월 30일 | 카나가와현 요코하마시   | 성세실리아여자고교                 | 169       | 죠-죠-, 히라죠-  | 남역 |          |                                 |
| 토우키 라이아   | 12월 30일 | 카나가와현 요코하마시   | 성세실리아여자고교                 | 169       | 죠-죠-, 히라죠-  | 남역 |          |                                 |
| 光莉あん        | 3월 3일   | 나라현 이코마시         | 도시샤여자고교                     | 161       | 나라마유, 마윳치 | 여역 | 2023년   |                                 |
| 히카리 안       | 3월 3일   | 나라현 이코마시         | 도시샤여자고교                     | 161       | 나라마유, 마윳치 | 여역 | 2023년   |                                 |
| 和奏樹          | 11월 5일  | 오사카부 오사카시       | 테이즈카야마가쿠인중학             | 172       | 캬렌             | 남역 |          |                                 |
| 와카바 타츠키   | 11월 5일  | 오사카부 오사카시       | 테이즈카야마가쿠인중학             | 172       | 캬렌             | 남역 |          |                                 |
| 愛彩めあり      | 6월 18일  | 도쿄도 신주쿠구         | 야쿠모가쿠인고교                   | 162       | 메아리           | 여역 | 2019년   |                                 |
| 마나이로 메아리 | 6월 18일  | 도쿄도 신주쿠구         | 야쿠모가쿠인고교                   | 162       | 메아리           | 여역 | 2019년   |                                 |
| 礼哉りおん      | 7월 27일  | 도쿄도 미타카시         | 묘죠가쿠인중학                     | 171       | 릿쨩, 리온       | 남역 | 2022년   |                                 |
| 레이야 리온     | 7월 27일  | 도쿄도 미타카시         | 묘죠가쿠인중학                     | 171       | 릿쨩, 리온       | 남역 | 2022년   |                                 |
| 椿ここ          | 2월 13일  | 효고현 고베시           | 고베소우인고교                     | 161       | 츠바키, 료-탄    | 여역 | 2019년   |                                 |
| 츠바키 코코     | 2월 13일  | 효고현 고베시           | 고베소우인고교                     | 161       | 츠바키, 료-탄    | 여역 | 2019년   |                                 |

## 성적 변화
| 하나구미 소속 생도 성적                                                                                               | 하나구미 소속 생도 성적 | 하나구미 소속 생도 성적 | 하나구미 소속 생도 성적 | 하나구미 소속 생도 성적 | 하나구미 소속 생도 성적 | 하나구미 소속 생도 성적 | 하나구미 소속 생도 성적 |
| - | 입단 (2018년)           | 연1 (2019년)            | 연1 (2019년)            | 연3 (2021년)            | 연3 (2021년)            | 연5 (2023년, 확정)      | 연5 (2023년, 확정)      |
| --- | ----------------------- | ----------------------- | ----------------------- | ----------------------- | ----------------------- | ----------------------- | ----------------------- |
| 1 | 미야히메 코코           | ↑2                      | 아마시로 레인           | →                       | 아마시로 레인           | →                       | 아마시로 레인           |
| 2 | 하쿠토 세이라           | ↓1                      | 미야히메 코코           | →                       | 미야히메 코코           | ↑1                      | 아이라 미코             |
| 3 | 아마시로 레인           | ↓1                      | 하쿠토 세이라           | →                       | 하쿠토 세이라           | ↑1                      | 미하네 아이             |
| 4 | 아이라 미코             | →                       | 아이라 미코             | →                       | 아이라 미코             | ↓2                      | 하쿠토 세이라           |
| 5 | 아오키 츠카사           | ↑2                      | 미하네 아이             | →                       | 미하네 아이             | →                       | 미사토 레이나           |
| 6 | 미사토 레이나           | ↓1                      | 아오키 츠카사           | ↑1                      | 미사토 레이나           | →                       | 아오키 츠카사           |
| 7 | 미하네 아이             | ↓1                      | 미사토 레이나           | ↓1                      | 아오키 츠카사           |                         |                         |
| 8 | 레이야 리온             | →                       | 레이야 리온             | →                       | 레이야 리온             |                         |                         |
| *레이야 리온 - 2022년 퇴단 (연5, 최종 시험 전 퇴단) *미야히메 코코 - 2023년 퇴단 (연5~6, 최종 시험 결과 발표 전 퇴단) |                         |                         |                         |                         |                         |                         |                         |

| 츠키구미 소속 생도 성적                                                                                  | 츠키구미 소속 생도 성적 | 츠키구미 소속 생도 성적 | 츠키구미 소속 생도 성적 | 츠키구미 소속 생도 성적 | 츠키구미 소속 생도 성적 | 츠키구미 소속 생도 성적 | 츠키구미 소속 생도 성적 |
| - | 입단 (2018년)           | 연1 (2019년)            | 연1 (2019년)            | 연3 (2021년)            | 연3 (2021년)            | 연5 (2023년, 확정)      | 연5 (2023년, 확정)      |
| --- | ----------------------- | ----------------------- | ----------------------- | ----------------------- | ----------------------- | ----------------------- | ----------------------- |
| 1 | 마히로 렌               | ↑1                      | 키요라 하류             | →                       | 키요라 하류             | →                       | 키요라 하류             |
| 2 | 키요라 하류             | ↓1                      | 마히로 렌               | →                       | 마히로 렌               | ↑1                      | 사아야 이치고           |
| 3 | 미우미 소라             | ↑1                      | 사아야 이치고           | →                       | 사아야 이치고           | ↓1                      | 마히로 렌               |
| 4 | 사아야 이치고           | ↓1                      | 미우미 소라             | →                       | 미우미 소라             | →                       | 미우미 소라             |
| 5 | 이치하네 메루           | →                       | 이치하네 메루           | →                       | 이치하네 메루           | →                       | 츠키노 다이아           |
| 6 | 나츠나기 세이아         | →                       | 나츠나기 세이아         | →                       | 나츠나기 세이아         |                         |                         |
| 7 | 츠키노 다이아           | →                       | 츠키노 다이아           | →                       | 츠키노 다이아           |                         |                         |
| 8 | 츠바키 코코             | →                       | 츠바키 코코             |                         |                         |                         |                         |
| *츠바키 코코 - 2019년 퇴단 (연2) *이치하네 메루 - 2021년 퇴단 (연4) *나츠나기 세이아 - 2021년 퇴단 (연4) |                         |                         |                         |                         |                         |                         |                         |

| 유키구미 소속 생도 성적 | 유키구미 소속 생도 성적 | 유키구미 소속 생도 성적 | 유키구미 소속 생도 성적 | 유키구미 소속 생도 성적 | 유키구미 소속 생도 성적 | 유키구미 소속 생도 성적 | 유키구미 소속 생도 성적 |
| -                       | 입단 (2018년)           | 연1 (2019년)            | 연1 (2019년)            | 연3 (2021년)            | 연3 (2021년)            | 연5 (2023년, 확정)      | 연5 (2023년, 확정)      |
| ----------------------- | ----------------------- | ----------------------- | ----------------------- | ----------------------- | ----------------------- | ----------------------- | ----------------------- |
| 1                       | 치하야 마오             | →                       | 치하야 마오             | →                       | 치하야 마오             | ↑2                      | 아오하 레이야           |
| 2                       | 아오하 레이야           | →                       | 아오하 레이야           | ↑1                      | 마나히 미치             | →                       | 마나히 미치             |
| 3                       | 마나히 미치             | →                       | 마나히 미치             | ↓1                      | 아오하 레이야           | ↑1                      | 아야토 시온             |
| 4                       | 아야토 시온             | →                       | 아야토 시온             | →                       | 아야토 시온             | ↓3                      | 치하야 마오             |
| 5                       | 아사하나 스완           | →                       | 아사하나 스완           | →                       | 아사하나 스완           | →                       | 아사하나 스완           |
| 6                       | 나노하 미토             | →                       | 나노하 미토             | →                       | 나노하 미토             | →                       | 나노하 미토             |
| 7                       | 후우가 카나데           | →                       | 후우가 카나데           | →                       | 후우가 카나데           | →                       | 후우가 카나데           |
| 8                       | 와카나 타츠키           | →                       | 와카나 타츠키           | →                       | 와카나 타츠키           | →                       | 와카나 타츠키           |

| 호시구미 소속 생도 성적                                                                                           | 호시구미 소속 생도 성적 | 호시구미 소속 생도 성적 | 호시구미 소속 생도 성적 | 호시구미 소속 생도 성적 | 호시구미 소속 생도 성적 | 호시구미 소속 생도 성적 | 호시구미 소속 생도 성적 |
| - | 입단 (2018년)           | 연1 (2019년)            | 연1 (2019년)            | 연3 (2021년)            | 연3 (2021년)            | 연5 (2023년, 확정)      | 연5 (2023년, 확정)      |
| --- | ----------------------- | ----------------------- | ----------------------- | ----------------------- | ----------------------- | ----------------------- | ----------------------- |
| 1 | 아오네 토와             | ↑1                      | 아야네 미란             | ↑1                      | 아오네 토와             | ↑1                      | 아야네 미란             |
| 2 | 아야네 미란             | ↓1                      | 아오네 토와             | ↓1                      | 아야네 미란             | ↓1                      | 아오네 토와             |
| 3 | 세하루 아사             | ↑2                      | 마오카 노아             | ↑1                      | 미츠루기 카이           | →                       | 미츠루기 카이           |
| 4 | 미츠루기 카이           | →                       | 미츠루기 카이           | ↓1                      | 마오카 노아             | →                       | 세하루 아사             |
| 5 | 마오카 노아             | ↓2                      | 세하루 아사             | →                       | 세하루 아사             | →                       | 리오나 하루             |
| 6 | 리오나 하루             | →                       | 리오나 하루             | →                       | 리오나 하루             | →                       | 토키 라이아             |
| 7 | 토키 라이아             | ↑1                      | 히카리 안               | →                       | 히카리 안               |                         |                         |
| 8 | 히카리 안               | ↓1                      | 토키 라이아             | →                       | 토키 라이아             |                         |                         |
| *마오카 노아 - 2022년 퇴단 (연5, 최종 시험 전 퇴단) *히카리 안 - 2023년 퇴단 (연5~6, 최종 시험 결과 발표 전 퇴단) |                         |                         |                         |                         |                         |                         |                         |

| 소라구미 소속 생도 성적                                                                                | 소라구미 소속 생도 성적 | 소라구미 소속 생도 성적 | 소라구미 소속 생도 성적 | 소라구미 소속 생도 성적 | 소라구미 소속 생도 성적 | 소라구미 소속 생도 성적 | 소라구미 소속 생도 성적 |
| - | 입단 (2018년)           | 연1 (2019년)            | 연1 (2019년)            | 연3 (2021년)            | 연3 (2021년)            | 연5 (2023년, 확정)      | 연5 (2023년, 확정)      |
| --- | ----------------------- | ----------------------- | ----------------------- | ----------------------- | ----------------------- | ----------------------- | ----------------------- |
| 1 | 마시로 유우키           | ↑1                      | 아사기 히이로           | →                       | 아사기 히이로           | →                       | 아라시노 신             |
| 2 | 아사기 히이로           | ↓1                      | 마시로 유우키           | ↑2                      | 아라시노 신             | →                       | 마시로 유우키           |
| 3 | 아라시노 신             | ↑1                      | 아즈사 이오             | ↓1                      | 마시로 유우키           | →                       | 아즈사 이오             |
| 4 | 아즈사 이오             | ↓1                      | 아라시노 신             | ↓1                      | 아즈사 이오             | →                       | 후우키 루루             |
| 5 | 후우키 루루             | →                       | 후우키 루루             | →                       | 후우키 루루             | →                       | 마이 코코로             |
| 6 | 마이 코코로             | →                       | 마이 코코로             | →                       | 마이 코코로             | →                       | 히이로 후우카           |
| 7 | 히이로 후우카           | ↑1                      | 마나이로 메아리         | →                       | 히이로 후우카           |                         |                         |
| 8 | 마나이로 메아리         | ↓1                      | 히이로 후우카           |                         |                         |                         |                         |
| *마나이로 메아리 - 2019년 퇴단 (연2) *아사기 히이로 - 2023년 퇴단 (연5~6, 최종 시험 결과 발표 전 퇴단) |                         |                         |                         |                         |                         |                         |                         |